# Schischcatella heinorum
Schischcatella heinorum är en mossdjursart som beskrevs av Ernst och Bohatý 2009. Schischcatella heinorum ingår i släktet Schischcatella och familjen Semicosciniidae. Inga underarter finns listade i Catalogue of Life.